# Morovis
La municipalité de Morovis, sur l'ile de Porto Rico (Code International : PR.MV) couvre une superficie de 101 km2 et regroupe 28 727 habitants en 2020.